# 135-ös busz (Budapest)
A budapesti 135-ös jelzésű autóbusz a Millenniumtelep HÉV-állomás és Soroksár, IKEA áruház között közlekedik. A járatot a Budapesti Közlekedési Zrt. üzemelteti. Ünnepnapokon rövidített útvonalon a Millenniumtelep HÉV-állomás és a Szentlőrinci úti lakótelep között jár.

## Története
A feltáró jellegű járatot a soroksári önkormányzattal és a soroksári Auchan áruházzal folytatott megbeszélések alapján 2014. január 2-án indították el. A járatok díjmentesen vehetők igénybe a BKK utazási feltételeinek betartása mellett. A járat hétköznap reggel és délután 30 percenként, egyéb időszakokban 60 percenként közlekedik, és csatlakozást biztosít a 166-os buszra és a H6-os HÉV-re. Áthalad Soroksár központján, többek között megáll az Erzsébeti temetőnél és a Jahn Ferenc kórháznál, valamint a Soroksár–Újtelep szélén épült Szentlőrinci úti lakótelepnél is.
2015. január 1-jétől a 135A busz megszűnt, helyette a 135-ös busz közlekedik az Auchan áruház érintése nélkül.
2015. október 1-jétől Soroksár, Millenniumtelep végállomásának új neve Millenniumtelep H.
2017. június 14-étől soroksári IKEA áruházig közlekedik.
2017. november 4-én útvonala egyszerűsödött, a Millenniumtelep felé a Szentlőrinci út – Szent László utca – Újtelep út – Köves út – Jahn Ferenc Kórház – Tartsay utca útvonalon közlekedik.

## Útvonala
| Soroksár, IKEA áruház felé |
| Millenniumtelep H vá. – Haraszti út – Tájkép utca – Hunyadi utca – Grassalkovich út – szervizút – Templom utca – Tárcsás utca – Könyves utca – Alsóhatár út – Külső Vörösmarty utca – Tartsay utca – Köves út – Újtelep út – Szent László utca (ünnepnapokon: – Buszforduló utca – Szentlőrinci úti lakótelep vá.) – Szentlőrinci út – autópálya-szervizút – felüljáró – Auchan belső út – Auchan áruház – belső út – Soroksár, IKEA áruház vá.                                                                                                   |
| Millenniumtelep felé |
| Soroksár, IKEA áruház vá. – belső út – Auchan áruház – belső út – Szentlőrinci út – autópálya-szervizút – Tesco lehajtó – felüljáró – Tesco bekötőút – Szentlőrinci út – (ünnepnapokon: Szentlőrinci úti lakótelep vá. –) Szent László utca – Újtelep út – Köves út – Tartsay utca – Külső Vörösmarty utca – Vörösmarty utca – Előd utca – Vágóhíd utca – Alsóhatár út – Könyves utca – Tárcsás utca – Tisza utca – Rézöntő utca – Templom utca – Grassalkovich út szervizútja – Hunyadi utca – Tájkép utca – Haraszti út – Millenniumtelep H vá. |

## Megállóhelyei
| 0                                                      | 0  | Millenniumtelep H végállomás          | 24 | 31 | |
| 1                                                      | 1  | Orbánhegyi dűlő                       | 22 | 29 | 650, 653, 654, 655, 659                                                                                     |
| 2                                                      | 2  | Szent István utca H                   | 20 | 27 | |
| 3                                                      | 3  | Zsellér dűlő (↓) Grassalkovich út (↑) | 18 | 25 | 66, 66B, 66E 626, 627, 628, 629, 630, 631, 632, 635, 636                                                    |
| 4                                                      | 4  | Gyáli-patak                           | 17 | 24 | |
| 6                                                      | 6  | Soroksár, Hősök tere H                | 16 | 23 | 66, 66B, 66E, 166 626, 627, 628, 629, 630, 631, 632, 635, 636, 650, 653, 654, 655, 659, 660, 661 1080, 1110 |
| 7                                                      | 7  | Erzsébet utca                         | 15 | 22 | 166 |
| 8                                                      | 8  | Tárcsás utca                          | 14 | 21 | 66, 66B, 166                                                                                                |
| ∫                                                      | ∫  | Templom utca 6.                       | 13 | 20 | 66, 66B, 66E, 166                                                                                           |
| 9                                                      | 9  | Csillag utca                          | 12 | 19 | |
| 10                                                     | 10 | Gombosszeg köz                        | 11 | 18 | |
| 12                                                     | 12 | Alsó határút                          | 10 | 17 | |
| 13                                                     | 13 | Vörösmarty utca                       | ∫  | ∫  | 36 |
| ∫                                                      | ∫  | Előd utca                             | 9  | 16 | 36 |
| ∫                                                      | ∫  | Előd utca                             | 8  | 15 | 36 2B, 52                                                                                                   |
| 14                                                     | 14 | Erzsébeti temető                      | 7  | 14 | 36 |
| 15                                                     | 15 | Szent László utca / Tartsay utca      | 6  | 13 | 36 |
| 17                                                     | 17 | Jahn Ferenc Kórház                    | 4  | 11 | 35, 36, 123, 123A, 224, 224E                                                                                |
| 19                                                     | 19 | Mesgye utca                           | 3  | 10 | 35, 36, 123, 123A, 224, 224E                                                                                |
| ∫                                                      | ∫  | Maros utca                            | 2  | 9  | 35, 123, 123A, 224, 224E                                                                                    |
| 20                                                     | 20 | Dinnyehegyi út                        | 2  | 9  | 35, 123, 123A, 224, 224E                                                                                    |
| 21                                                     | 21 | Szent László utca / Újtelepi út       | ∫  | ∫  | 35, 123, 123A, 224, 224E                                                                                    |
| A sárgával jelölt megállókat csak ünnepnapokon érinti. |    |                                       |    |    | |
| ∫                                                      | ∫  | Szent László utca / Újtelep út        | 1  | ∫  | 35, 123A, 224                                                                                               |
| ∫                                                      | 22 | Szentlőrinci úti lakótelep végállomás | 0  | ∫  | 35, 123A, 224                                                                                               |
| A szürkével jelölt megállókat ünnepnapokon nem érinti. |    |                                       |    |    | |
| ∫                                                      | ∫  | Sósmocsár út                          | ∫  | 8  | 123 |
| 22                                                     | ∫  | Soroksár, Kertvárosi körút            | ∫  | ∫  | 123 |
| 30                                                     | ∫  | Soroksár, Auchan áruház               | ∫  | 3  | 123 |
| 33                                                     | ∫  | Soroksár, IKEA áruház végállomás      | ∫  | 0  | 123 |